# Bonapartes nachtzwaluw
Bonapartes nachtzwaluw (Caprimulgus concretus) is een vogel uit de familie van de nachtzwaluwen (Caprimulgidae).

## Beschrijving
Deze nachtzwaluw is beschreven door Karel Lucien Bonaparte, een neef van Napoleon. In het Nederlands is deze nachtzwaluw naar K.L. Bonaparte vernoemd. Rond 1850 verbleef hij in Leiden. De vogel is 20 cm lang. Het is een vrij donkere nachtzwaluw, zonder wit op de vleugels. Hij heeft een opvallende witte keelvlek.

## Verspreiding en leefgebied
Bonapartes nachtzwaluw is een bewoner van ongestoord, primair regenwoud in het laagland (onder de 500 m boven de zeespiegel) op Sumatra en Borneo. De vogel is nog algemeen in geschikt leefgebied zoals bijvoorbeeld in het Nationaal park Way Kambas op Sumatra en het beschermd gebied van de Danumvallei in Sabah (Noord-Borneo).

## Status
De totale populatie wordt geschat op 10-20 duizend volwassen vogels. Door de ontbossingen op beide eilanden verdwijnt steeds meer geschikt leefgebied. Om deze reden staat Bonapartes nachtzwaluw als kwetsbaar op de Rode Lijst van de IUCN.